# Portugal Open
Portugal Open byl společný profesionální tenisový turnaj mužského okruhu ATP World Tour a ženského okruhu WTA Tour, hraný v jamorském areálu na otevřených antukových dvorcích. Hlavní estorilský dvorec byl vybudován v roce 2005 a ve svých ochozech pojme 10 000 diváků. Dějištěm konání se stalo portugalské město Oeiras, ležící u Lisabonu.
Mužská polovina probíhala od roku 1990 a v sezónách 2009–2014 patřila do kategorie ATP World Tour 250. Ženská část původně vznikla v roce 1989, obnovena byla roku 1998, a řadila se do kategorie WTA International Tournaments. Do soutěže dvouhry nastupovalo dvacet osm mužů a třicet dva žen. Čtyřhry se účastnilo šestnáct párů.
Do sezóny 2012 byl turnaj hrán pod názvem Estoril Open. Ke změně pojmenování se organizátoři rozhodli, aby zviditelnili úspěšné pořádání mezinárodních událostí na portugalském území. Mediální pokrytí zajišťovaly Rádio e Televisão de Portugal.
Pro nedostatek financí došlo po sezóně 2014 ke zrušení turnaje. V sezóně 2015 jej nahradil nový profesionální turnaj mužů – Estoril Open.

## Historie

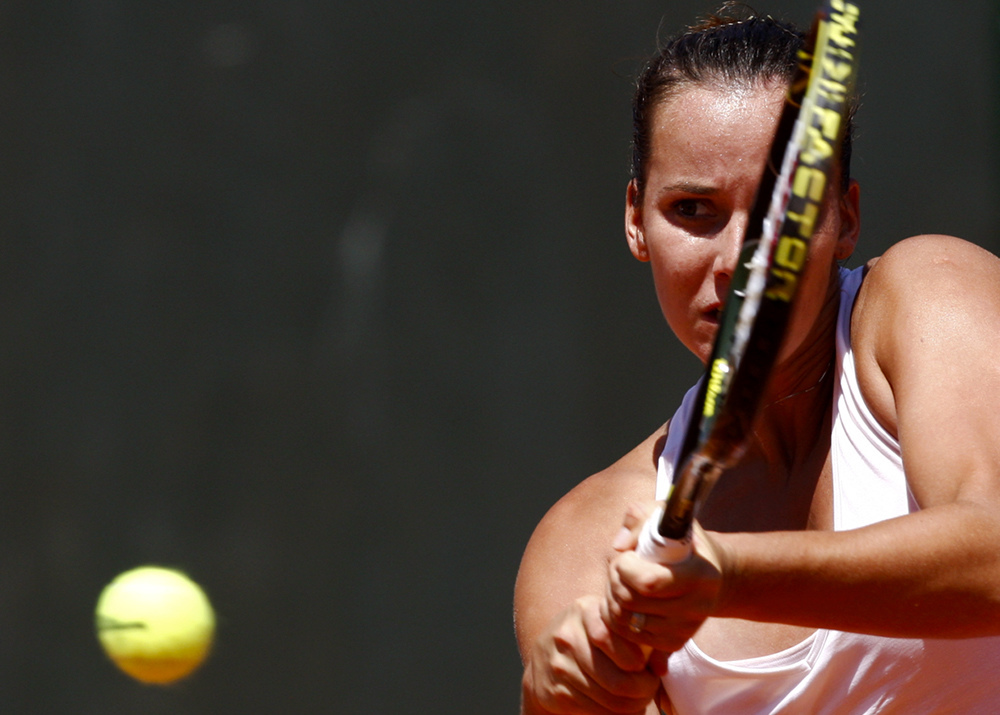
Jarmila Grothová, 2009

Mezi vítěze mužské dvouhry se od roku 1990 zařadila řada hráčů první desítky žebříčku ATP, včetně bývalých světových jedniček Thomase Mustera (1995 a 1996), Carlose Moyi (2000), Juana Carlose Ferrera (2001), Novaka Djokoviće (2007) a Rogera Federera (2008). Další singloví první hráči světa vyhráli soutěž čtyřhry. Nejdříve v roce 1995 Jevgenij Kafelnikov a o dva roky později také Gustavo Kuerten. Rus Marat Safin odešel z finále dvouhry 2004 poražen.
Ženská polovina se hrála pod názvem Estoril Ladies Open od roku 1989. Nejdříve proběhly pouze dva ročníky a turnaj byl obnoven v roce 1998 se jménem Estoril Open, jakožto součást okruhu ITF. Od sezóny 1999 byl řazen do okruhu WTA Tour. Singlovou soutěž nevyhrála žádná ženská světová jednička. V roce 2007 se do finále probojovala Běloruska Viktoria Azarenková, v němž neuspěla.

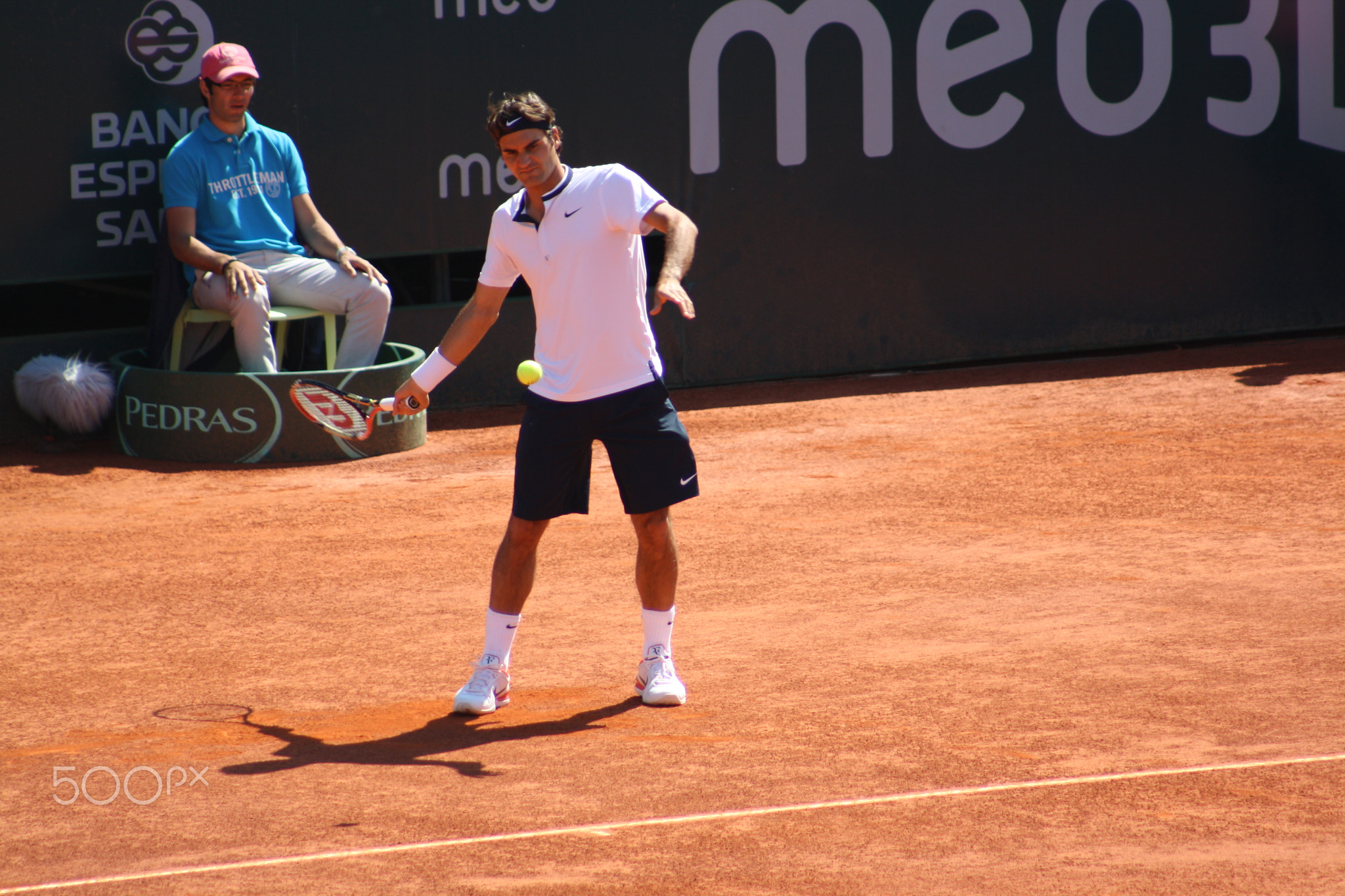
Roger Federer na turnaji v roce 2010

V mužské části události statistikám dominovali argentinští a španělští tenisté, jakožto specialisté na červené antuce. Mezi lety 1990 až 2001, se alespoň jeden Španěl probojoval v deseti případech do finále. Z toho devětkrát v tomto dvanáctiletém období získali španělští hráči titul. Tuto dominanci poté začali narušovat Argentinci, kteří měli mezi roky 2002 až 2006 pětkrát za sebou zastoupení ve finále a čtyřikrát dosáhli na titul. V letech 2011 a 2012 pak přidal dvě výhry Juan Martín del Potro.
V ženské dvouhře nebyla převaha jediného státu tak znatelná, přesto se staly nejúspěšnější španělské antukářky se čtyřmi tituly. Od sezóny 1999, kdy se turnaj stal opět součástí WTA Tour, získalo šest tenistek titul jako své premiérové vítězství na nejvyšším profesionálním okruhu. V roce 2006 se poprvé v historii WTA hrálo čínské singlové finále mezi Li Na a Čeng Ťie.
Do finále turnaje se probojoval jediný Portugalec – Frederico Gil, který v roce 2010 odešel ze singlového boje o titul poražen.

## Přehled finále

### Mužská dvouhra
| Rok  | vítěz                 | finalista         | výsledek            |
| ---- | --------------------- | ----------------- | ------------------- |
| 2014 | Carlos Berlocq        | Tomáš Berdych     | 0–6, 7–5, 6–1       |
| 2013 | Stan Wawrinka         | David Ferrer      | 6–1, 6–4            |
| 2012 | Juan Martín del Potro | Richard Gasquet   | 6–4, 6–2            |
| 2011 | Juan Martín del Potro | Fernando Verdasco | 6–2, 6–2            |
| 2010 | Albert Montañés       | Frederico Gil     | 6–2, 6–7(4–7), 7–5  |
| 2009 | Albert Montañés       | James Blake       | 5–7, 7–6(8–6), 6–0  |
| 2008 | Roger Federer         | Nikolaj Davyděnko | 7–6((7–5), 1–2skreč |
| 2007 | Novak Djoković        | Richard Gasquet   | 7–6(9–7), 0–6, 6–1  |
| 2006 | David Nalbandian      | Nikolaj Davyděnko | 6–3, 6–4            |
| 2005 | Gastón Gaudio         | Tommy Robredo     | 6–1, 2–6, 6–1       |
| 2004 | Juan Ignacio Chela    | Marat Safin       | 6–7(2–7), 6–3, 6–3  |
| 2003 | Nikolaj Davyděnko     | Agustín Calleri   | 6–4, 6–3            |
| 2002 | David Nalbandian      | Jarkko Nieminen   | 6–4, 7–6(7–5)       |
| 2001 | Juan Carlos Ferrero   | Félix Mantilla    | 7–6(7–3), 4–6, 6–3  |
| 2000 | Carlos Moyà           | Francisco Clavet  | 6–3, 6–2            |
| 1999 | Albert Costa          | Todd Martin       | 7–6(7–4), 2–6, 6–3  |
| 1998 | Alberto Berasategui   | Thomas Muster     | 3–6, 6–1, 6–3       |
| 1997 | Àlex Corretja         | Francisco Clavet  | 6–3, 7–5            |
| 1996 | Thomas Muster         | Andrea Gaudenzi   | 7–6(7–4), 6–4       |
| 1995 | Thomas Muster         | Albert Costa      | 6–4, 6–2            |
| 1994 | Carlos Costa          | Andrej Medveděv   | 4–6, 7–5, 6–4       |
| 1993 | Andrej Medveděv       | Karel Nováček     | 6–4, 6–2            |
| 1992 | Carlos Costa          | Sergi Bruguera    | 4–6, 6–2, 6–2       |
| 1991 | Sergi Bruguera        | Karel Nováček     | 7–6(9–7), 6–1       |
| 1990 | Emilio Sánchez        | Franco Davín      | 6–3, 6–1            |

### Ženská dvouhra
| Rok   | vítězka                    | finalistka                   | výsledek           |
| ----- | -------------------------- | ---------------------------- | ------------------ |
| 2014  | Carla Suárezová Navarrová  | Světlana Kuzněcovová         | 6–4, 3–6, 6–4      |
| 2013  | Anastasija Pavljučenkovová | Carla Suárezová Navarrová    | 7–5, 6–2           |
| 2012  | Kaia Kanepiová             | Carla Suárezová Navarrová    | 3–6, 7–6(8–6), 6–4 |
| 2011  | Anabel Medina Garrigues    | Kristina Barroisová          | 6–1, 6–2           |
| 2010  | Anastasija Sevastovová     | Arantxa Parraová Santonjaová | 6–2, 7–5           |
| 2009  | Yanina Wickmayerová        | Jekatěrina Makarovová        | 7–5, 6–2           |
| 2008  | Maria Kirilenková          | Iveta Benešová               | 6–4, 6–2           |
| 2007  | Gréta Arnová               | Viktoria Azarenková          | 2–6, 6–1, 7–6(7–3) |
| 2006  | Čeng Ťie                   | Li Na                        | 6–7(7–5), 7–5skreč |
| 2005  | Lucie Šafářová             | Li Na                        | 6–7(4–7), 6–4, 6–3 |
| 2004  | Émilie Loitová             | Iveta Benešová               | 7–5, 7–6(7–1)      |
| 2003  | Magüi Sernaová             | Julia Schruffová             | 6–4, 6–1           |
| 2002  | Magüi Sernaová             | Anca Barnaová                | 6–4, 6–2           |
| 2001  | Angeles Montoliová         | Jelena Bovinová              | 3–6, 6–3, 6–2      |
| 2000  | Anke Huberová              | Nathalie Dechyová            | 6–1, 1–6, 7–5      |
| 1999  | Katarina Srebotniková      | Rita Kutiová-Kisová          | 6–3, 6–1           |
| 19981 | Barbara Schwartzová        | Raluca Sanduová              | 6–2, 6–3           |
| 1997  | nehráno                    | nehráno                      | nehráno            |
| 1991  | nehráno                    | nehráno                      | nehráno            |
| 1990  | Federica Bonsignoriová     | Laura Garroneová             | 2–6, 6–3, 6–3      |
| 1989  | Isabel Cuetová             | Sandra Cecchiniová           | 7–6, 6–2           |

- 1) – hrán na okruhu ITF

### Mužská čtyřhra
| Rok  | vítězové                              | finalisté                         | výsledek              |
| ---- | ------------------------------------- | --------------------------------- | --------------------- |
| 2014 | Santiago González Scott Lipsky        | Pablo Cuevas David Marrero        | 6–3, 3–6, [10–8]      |
| 2013 | Santiago González Scott Lipsky        | Ajsám Kúreší Jean-Julien Rojer    | 6–3, 4–6, [10–7]      |
| 2012 | Ajsám Kúreší Jean-Julien Rojer        | Julian Knowle David Marrero       | 7–5, 7–5              |
| 2011 | Eric Butorac Jean-Julien Rojer        | Marc López David Marrero          | 6–3, 6–4              |
| 2010 | Marc López David Marrero              | Pablo Cuevas Marcel Granollers    | 6–7(1–7), 6–4, [10–4] |
| 2009 | Eric Butorac Scott Lipsky             | Martin Damm Robert Lindstedt      | 6–3, 6–2              |
| 2008 | Jeff Coetzee Wesley Moodie            | Jamie Murray Kevin Ullyett        | 6–2, 4–6, 10–8        |
| 2007 | Marcelo Melo André Sá                 | Martín García Sebastián Prieto    | 3–6, 6–2, 10–6        |
| 2006 | Lukáš Dlouhý Pavel Vízner             | Lucas Arnold Ker Leoš Friedl      | 6–3, 6–1              |
| 2005 | František Čermák Leoš Friedl          | Juan Ignacio Chela Tommy Robredo  | 6–3, 6–4              |
| 2004 | Juan Ignacio Chela Gastón Gaudio      | František Čermák Leoš Friedl      | 6–2, 6–1              |
| 2003 | Maheš Bhúpatí Max Mirnyj              | Lucas Arnold Ker Mariano Hood     | 6–1, 6–2              |
| 2002 | Karsten Braasch Andrej Olchovskij     | Simon Aspelin Andrew Kratzmann    | 6–3, 6–3              |
| 2001 | Radek Štěpánek Michal Tabara          | Donald Johnson Nenad Zimonjić     | 6–4, 6–1              |
| 2000 | Donald Johnson Piet Norval            | David Adams Joshua Eagle          | 6–4, 7–5              |
| 1999 | Tomás Carbonell Donald Johnson        | Jiří Novák David Rikl             | 6–3, 2–6, 6–1         |
| 1998 | Donald Johnson Francisco Montana      | David Roditi Fernon Wibier        | 6–1, 2–6, 6–1         |
| 1997 | Gustavo Kuerten Fernando Meligeni     | Andrea Gaudenzi Filippo Messori   | 6–2, 6–2              |
| 1996 | Tomás Carbonell Francisco Roig        | Tom Nijssen Greg Van Emburgh      | 6–3, 6–2              |
| 1995 | Jevgenij Kafelnikov Andrej Olchovskij | Marc-Kevin Goellner Diego Nargiso | 5–7, 7–5, 6–2         |
| 1994 | Cristian Brandi Federico Mordegan     | Richard Krajicek Menno Oosting    | bez boje              |
| 1993 | David Adams Andrej Olchovskij         | Menno Oosting Udo Riglewski       | 6–3, 7–5              |
| 1992 | Hendrik Jan Davids Libor Pimek        | Luke Jensen Laurie Warder         | 3–6, 6–3, 7–5         |
| 1991 | Paul Haarhuis Mark Koevermans         | Tom Nijssen Cyril Suk             | 6–3, 6–3              |
| 1990 | Sergio Casal Emilio Sánchez           | Omar Camporese Paolo Canè         | 7–5, 4–6, 7–5         |

### Ženská čtyřhra
| Rok    | vítězky                                         | finalistky                                 | výsledek                |
| ------ | ----------------------------------------------- | ------------------------------------------ | ----------------------- |
| 2014   | Cara Blacková Sania Mirzaová                    | Eva Hrdinová Valerija Solovjovová          | 6–4, 6–3                |
| 2013   | Čan Chao-čching Kristina Mladenovicová          | Darija Juraková Katalin Marosiová          | 7–6(7–3), 6–2           |
| 2012   | Čuang Ťia-žung Čang Šuaj                        | Jaroslava Švedovová Galina Voskobojevová   | 4–6, 6–1, [11–9]        |
| 2011   | Alisa Klejbanovová Galina Voskobojevová         | Eleni Daniilidou Michaëlla Krajiceková     | 6–4, 6–2                |
| 2010   | Sorana Cîrsteaová Anabel Medina Garrigues       | Vitalija Ďjačenková Aurélie Védyová        | 6–1, 7–5                |
| 2009   | Raquel Kopsová-Jonesová Abigail Spearsová       | Sharon Fichmanová Katalin Marosiová        | 2–6, 6–3, 10–5          |
| 2008   | Maria Kirilenková Flavia Pennettaová            | Mervana Jugićová-Salkićová İpek Şenoğluová | 6–4, 6–4                |
| 2007   | Andreea Ehrittová-Vancová Anastasia Rodionovová | Lourdes Dominguezová Arantxa P. Santonjová | 6–3, 6–2                |
| 2006   | Li Tching Sun Tchien-tchien                     | Gisela Dulková Maria Sánchezová Lorenzová  | 6–2, 6–2                |
| 2005   | Li Tching Sun Tchien-tchien                     | Michaëlla Krajiceková Henrieta Nagyová     | 6–3, 6–1                |
| 2004   | Emmanuelle Gagliardiová Janette Husárová        | Olga Blahotová Gabriela Navrátilová        | 6–3, 6–2                |
| 2003   | Petra Mandulaová Patricia Wartuschová           | Maret Aniová Emmanuelle Gagliardiová       | 6–7(3–7), 7–6(7–3), 6–2 |
| 2002   | Jelena Bovinová Zsófia Gubacsiová               | Barbara Rittnerová María Ventová-Kabchiová | 6–3, 6–1                |
| 2001   | Květa Peschkeová Barbara Rittnerová             | Tina Križanová Katarina Srebotniková       | 3–6, 7–5, 6–1           |
| 2000   | Tina Križanová Katarina Srebotniková            | Amanda Hopmansová Cristina Torrensová      | 6–0, 7–6(11–9)          |
| 1999   | Alicia Ortunová Cristina Torrensová             | Rita Kutiová-Kisová Anna Földényiová       | 7–6(7–4), 3–6, 6–3      |
| 19981) | Caroline Dheninová Émilie Loitová               | Radka Bobková Caroline Schneiderová        | 6–2, 6–3                |
| 1997   | nehráno                                         | nehráno                                    | nehráno                 |
| 1991   | nehráno                                         | nehráno                                    | nehráno                 |
| 1990   | Patricia Tarabiniová Sandra Cecchiniová         | Carin Bakkumová Nicole Munsová-Jagermanová | 1–6, 6–2, 6–3           |
| 1989   | Iva Budařová Regina Rajchrtová                  | Conchita Martínezová Gabriela Castrová     | 6–2, 6–4                |

- 1) – hrán na okruhu ITF